# Bumbești-Pițic (gmina)
Bumbești-Pițic – gmina w Rumunii, w okręgu Gorj. Obejmuje miejscowości Bumbești-Pițic, Cârligei i Poienari. W 2011 roku liczyła 2105 mieszkańców.